# Grabowo Parchowskie
Grabowo Parchowskie is een plaats in het Poolse district  Bytowski, woiwodschap Pommeren. De plaats maakt deel uit van de gemeente Parchowo en telt 53 inwoners.